# 1997 en Norvège
Chronologie de la Norvège
- 1993
- 1994
- 1995
- 1996
- 1997
- 1998
- 1999
- 2000
- 2001

Cet article présente les faits marquants de l'année 1997 en Norvège ou relatifs à la Norvège.

## Gouvernance
- Harald V est roi de Norvège.
- Thorbjørn Jagland est le chef du gouvernement jusqu'au 17 octobre et Kjell Magne Bondevik lui succède.

## Événements
- Le gouvernement Jagland était le gouvernement du royaume de Norvège du 25 octobre 1996 au 17 octobre 1997, le gouvernement Bondevik I lui succède et dirige le pays du 17 octobre 1997 au 17 mars 2000.e .
- Les élections législatives norvégiennes de 1997 (Stortingsvalet 1997, en norvégien) se sont tenues le 15 septembre 1997, afin d'élire les cent soixante-cinq députés du Storting pour un mandat de quatre ans.

## Sport
- Championnats du monde de ski nordique. L'édition 1997 s'est déroulée à Trondheim (Norvège) du 21 février au 1er mars.
- La saison 1997 du Championnat de Norvège de football était la 35e édition de la première division norvégienne à poule unique, la Tippeligaen. Les 14 clubs de l'élite jouent les uns contre les autres lors de rencontres disputées en matchs aller et retour.
- La 7e édition du Championnat d'Europe de football féminin qui se tient tous les deux ou quatre ans et est organisé par l'UEFA. La phase finale se déroule en Scandinavie (Suède et Norvège) entre le 29 juin et le 12 juillet 1997, et réunit huit nations. Toutes les équipes ont dû passer par la phase de qualification pour prendre part au tournoi.

## Culture
- Barbara est un film danois, suédois et norvégien réalisé par Nils Malmros, sorti en 1997, et dont l'action se déroule aux îles Féroé.
- Insomnia' est un film policier-thriller norvégien réalisé par Erik Skjoldbjærg, sorti en 1998. Il a eu un remake, Insomnia, réalisé par  Christopher Nolan en 2002.
- Salige er de som tørster est un film norvégien de 1997 réalisé par Carl Jørgen Kiønig (no) d'après un roman d'Anne Holt.

## Naissances
- Naissance en Norvège en 1997

## Décès
- Décès en Norvège en 1997